# Дорогомиловский тоннель
Дорогомиловский тоннель — первый транспортный тоннель Москвы; располагается под площадью Дорогомиловская Застава. Сооружён в 1959 году. Тоннель — односторонний; используется для сквозного движения по Кутузовскому проспекту в центр.
Пропускает над собой транспортный поток по Большой Дорогомиловской улице из центра города.
С 30 июля по 20 декабря 2019 года проведена капитальная реконструкция тоннеля.
Полос движения: 3.